# Zerstörer 1945
Zerstörer 1945 var en tysk jagarklass under det andra världskriget.
Trots krigssituationen in Tyskland år 1945, fortsatte man att utveckla nya jagare trots att det aldrig fanns en realistisk chans att dessa någonsin skulle byggas.
Jagardesignen "Zerstörer 1945" byggdes kring en förbättrad högtrycksångpanna, i motsats till användningen av dieselmotorer i de tidigare designstudierna.
Beväpning och generell layout var mycket liknande som de senaste dieseljagarna. Det stora lufthotet förorsakade en massiv ökning av luftvärnsartilleri i jämförelse med de förkrigstida designerna.